# 티베트 총리

現 티베트의 총리 펜파 체링

티베트 총리(티베트어: སྲིད་སྐྱོང༌, 와일: srid-skyong, 라싸 방언: [ˈsícóŋ])는 중앙 티베트 행정부의 행정수반이다. 티베트 망명 정부로도 알려졌으며, 국가원수로는 달라이 라마가 존재하고, 행정수반에는 총리가 담당하고있다. 현재 티베트 총리는 펜파 체링이다.